# Jérôme d'Ambrosio
Jérôme d'Ambrosio (Etterbeek, 27 dicembre 1985) è un dirigente sportivo ed ex pilota automobilistico belga.
Attualmente è Vice Team Principal della Scuderia Ferrari e responsabile della Ferrari Driver Academy.
Ha preso parte alla stagione 2011 della F1 con la Marussia Virgin Racing e nel 2012 ha corso il Gran Premio d'Italia con il team Lotus. Dopo la F1 ha corso per sei anni in Formula E vincendo tre E-Prix.

## Carriera

### Gli esordi
D'Ambrosio ha iniziato la sua carriera nei kart, vincendo la Junior Monaco Kart Cup nel 2000. Passato sulle vetture a ruote scoperte nel 2003, ha fatto sua la Formula Renault belga 1.6 cc, guidando per il team dell'ex pilota di Formula 1 Thierry Boutsen; nello stesso anno partecipa anche al campionato di Formula König in Germania, dove termina quarto in classifica finale. Nel 2004 passa alla categoria da 2000 cc, correndo prima nel campionato francese poi in quello italiano l'anno successivo; in entrambe le stagioni è stato impegnato anche nell'Eurocup. Nel 2005, D'Ambrosio ha partecipato anche a una gara della Formula 3000 italiana; l'impegno è divenuto più ampio l'anno seguente, in cui è giunto quinto in campionato, con un secondo posto nella gara 1 corsa a Vallelunga. Nel 2006 ha corso nella categoria più importante della Formula Renault, la 3.5; nello stesso anno ha preso parte a una gara del Campionato FIA GT, con una Gillet Vertigo nella classe GT2. Nel 2007 partecipa all'International Formula Master, campionato che vince col Cram Competition; si impone in 5 gare e coglie in totale 100 punti, frutto anche di tre secondi posti e altrettanti terzi.

### GP2

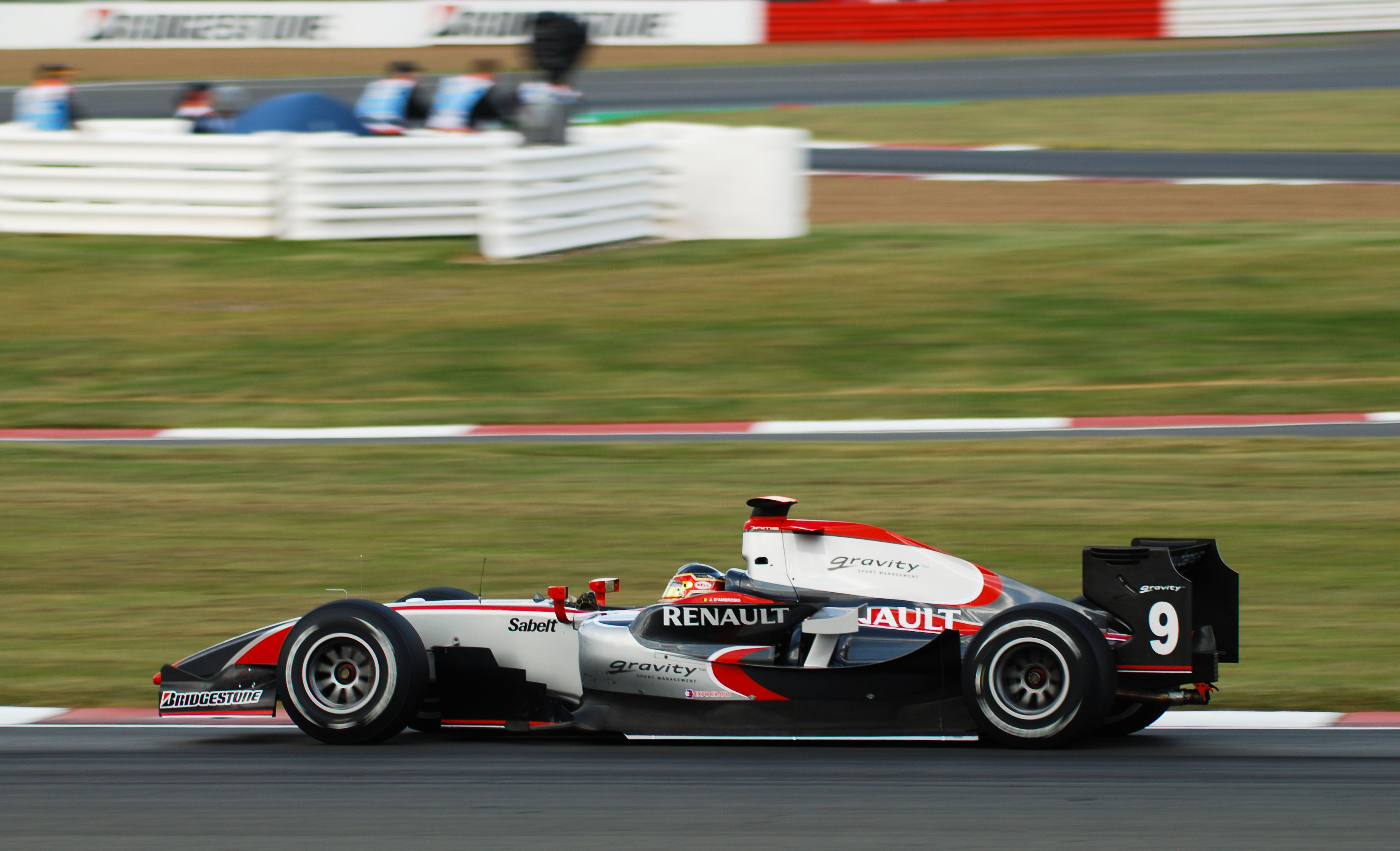
D'Ambrosio guida per il team francese DAMS sul Circuito di Silverstone nella GP2 2009.

Nel 2008 il belga partecipa alla GP2 e alla GP2 Asia col team francese DAMS e ha come compagno di scuderia Kamui Kobayashi. Undicesimo nella stagione 2008, ottiene lo stesso risultato anche nella serie principale, cogliendo due secondi posti nelle gare sprint di Valencia e Spa-Francorchamps. Nella stagione 2008-2009, D'Ambrosio giunge secondo in classifica, proprio dietro al compagno di squadra Kobayashi; sempre con la DAMS affronta il campionato GP2, dove termina nono (miglior risultato il secondo posto nella sprint di Monaco). Partecipa anche alla stagione 2010, quale parte della collaborazione fra la DAMS e la Renault; il 16 maggio 2010 si aggiudica il suo primo gran premio nella classe GP2 sul Circuito di Monte Carlo davanti all'olandese van der Garde e al francese Bianchi diventando così il primo belga a vincere una gara in categoria.

### Formula 1

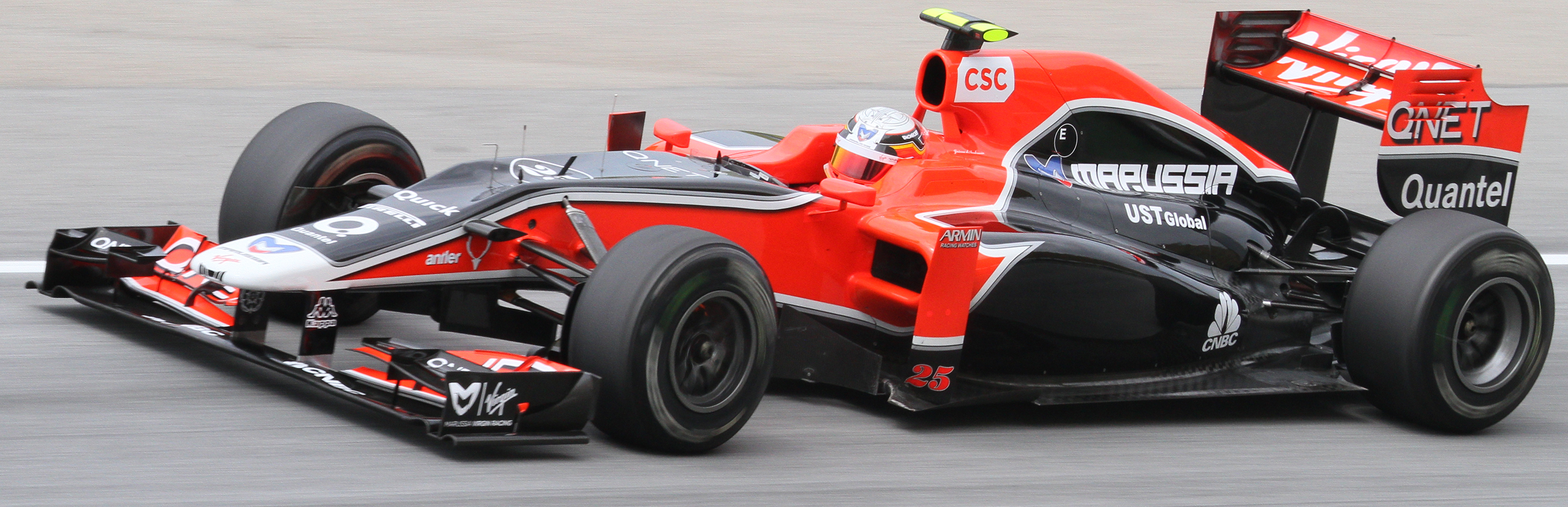
D'ambrosio al Gran Premio della Malesia 2011 a bordo della Virgin

Nel gennaio 2010 viene annunciato il suo ingaggio quale collaudatore per la Renault perché le finanze di Vitalij Petrov fanno sfumare la sua candidatura al ruolo di titolare così come quella di Ho-Pin Tung; il 19 marzo 2010 testa la Renault R29, la vettura del campionato 2009, sul Circuito di Silverstone. Dal Gran Premio di Singapore passa alla Virgin come pilota di riserva, partecipando alla prima sessione di prove libere in sostituzione di Lucas Di Grassi; ne prende il posto anche nei seguenti gran premi, tranne l'ultimo ad Abu Dhabi, in quanto impegnato in GP2. Nel campionato 2011 il belga è stato pilota titolare della scuderia inglese, avendo sostituito proprio Di Grassi. Nella stagione 2012 viene nominato terzo pilota della Lotus; nel Gran Premio d'Italia sostituisce il compagno Romain Grosjean, squalificato nel precedente Gran Premio del Belgio per aver causato un incidente alla partenza; nel fine settimana ha conquistato il suo miglior piazzamento in qualifica, 16º, e in gara è riuscito a concludere al 13º posto. Viene poi confermato nello stesso ruolo anche nella stagione 2013.

### Dopo la Formula 1
Terminata l'esperienza in Formula 1, nel 2014 passa al campionato Blancpain Endurance Series con il team M-Sport Bentley.

### Formula E

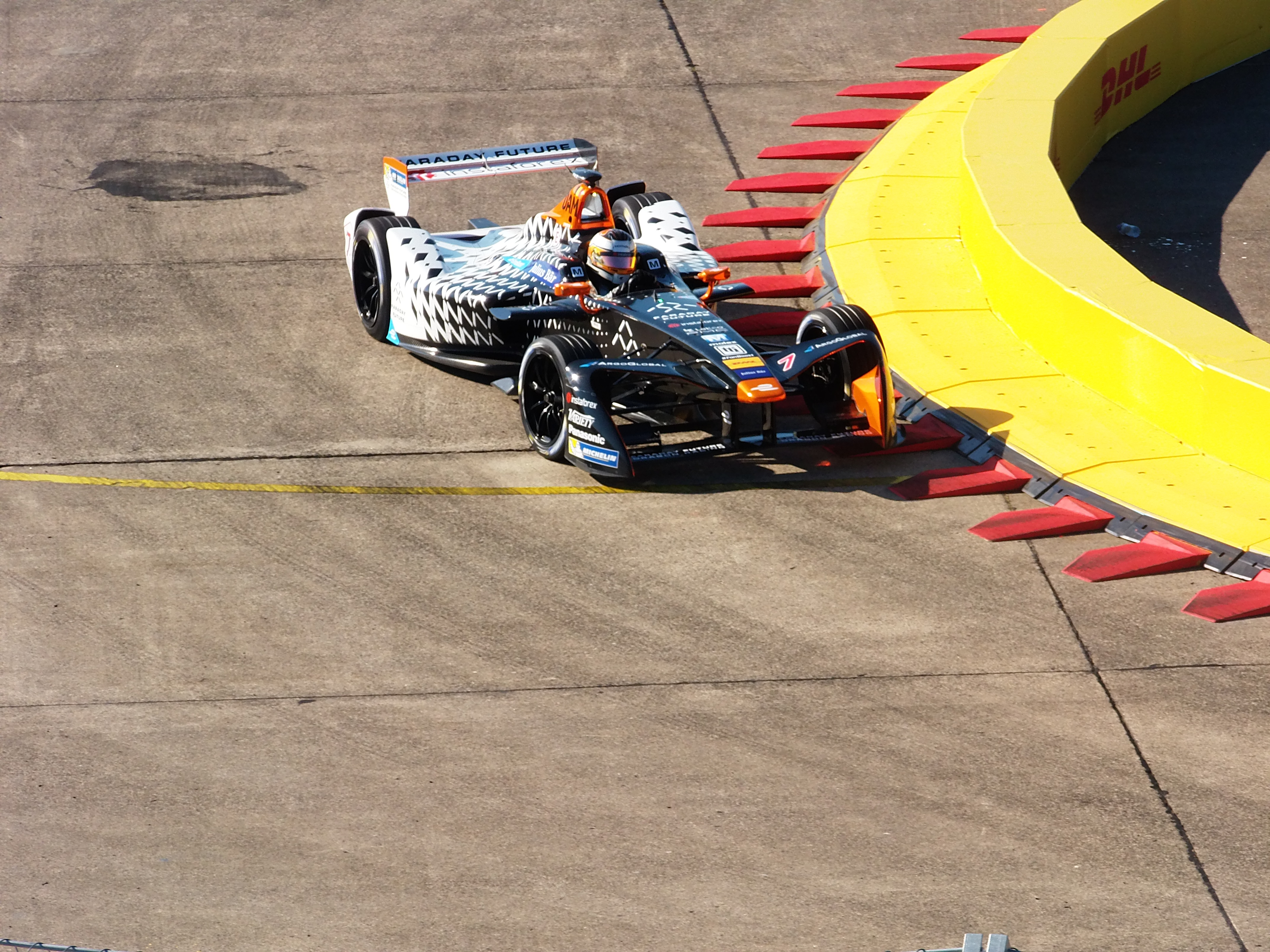
D'Ambrosio a Berlino nel 2017.

#### 2014-2015
Dalla stagione 2014-2015 partecipa al neonato campionato di Formula E con il team Dragon Racing, ottenendo una vittoria e due secondi posti nelle ultime quattro gare della stagione e giungendo al quarto posto in classifica generale.

#### 2015-2016
Nella seconda stagione viene confermato dal team, e riesce a giungere a podio già alla terza gara, vincendo poi in Messico e concludendo la stagione al quinto posto con 83 punti. 

#### 2016-2017
La terza stagione, invece, non va nel migliore dei modi con il belga che riesce a conquistare soltanto 13 punti nell'intera stagione.

#### 2017-2018
Per la sua quarta stagione nella categoria viene nuovamente confermato dal team Dragon Racing. Conquista un podio e 27 punti totali, concludendo al quattordicesimo posto in classifica.

#### 2018-2019
Nella stagione 2018-2019 passa al team Mahindra Racing. Nella gara inaugurale a Dir'iyya termina in terza posizione. A Marrakech passa buona parte in 3ª posizione, fino a quando il patatrac dei due BMW gli consegna la vittoria. A Santiago arriva 10º, mentre a Città del Messico termina 5º salendo 4º per una penalità inflitta a Wehrlein. A Hong Kong si ritira per un incidente con Felipe Nasr e il compagno di squadra Wehrlein. Arriva poi 6ºa Sanya e 8º a Roma, mentre a Parigi va a sbattere e abbandona (viene classificato al 17º posto). Arriva 13º a Monaco, salendo poi 11º per due penalità, arriva 17º a Berlino, 13º a Berna, 9º e 11º a New York. Conclude la stagione all'11º posto con 67 punti.

#### 2019-2020
Per la stagione 2019-20 viene confermato dalla Mahindra Racing al fianco di Pascal Wehrlein.

### Dopo il ritiro
Il 31 ottobre 2020 annuncia il ritiro dalle corse, affiancando Susie Wolff nel ruolo di vice team principal della ROKiT Venturi Racing in Formula E. A fine 2021 avviene un cambio all’interno del team, Susie Wolff diventa CEO del team e al suo posto come Team Principal viene scelto d'Ambrosio. Il 16 settembre 2022 D’Ambrosio rescinde il contratto con la Venturi Racing.
Il 17 marzo 2023 D’Ambrosio viene ingaggiato dalla Mercedes come responsabile del programma del Mercedes Junior Team. Nel maggio del 2024 annuncia di lasciare la scuderia della stella per passare dall'ottobre seguente alla Scuderia Ferrari dove ricomprerà il ruolo di Vice Team Principal e responsabile della Ferrari Driver Academy.

## Vita privata
Nel 2020 si è sposato con Eleonora D'Asburgo-Lorena (1994), figlia di Carlo d'Asburgo-Lorena.

## Risultati

### Riassunto della carriera
| Stagione | Campionato                               | Squadra                      | Gare         | Pole         | Vittorie     | Podi         | Punti        | Pos          |
| -------- | ---------------------------------------- | ---------------------------- | ------------ | ------------ | ------------ | ------------ | ------------ | ------------ |
| 2003     | Formula Renault 1.6 Belgio               | Thierry Boutsen Racing       | ?            | ?            | ?            | ?            | ?            | 1º           |
| 2003     | Formula König                            | ?                            | ?            | ?            | ?            | ?            | 240          | 4º           |
| 2004     | Formula Renault 2.0 Francia              | Graff Racing                 | 14           | 0            | 0            | ?            | 156          | 4º           |
| 2004     | Eurocup Formula Renault 2.0              | Graff Racing                 | 7            | 0            | 0            | 2            | 28           | 16º          |
| 2005     | Formula Renault 2.0 Italia               | Euronova Racing              | 17           | 1            | 1            | 4            | 199          | 4º           |
| 2005     | Formula Renault 2.0 Italia Winter Series | Euronova Racing              | 2            | ?            | 2            | ?            | 40           | 3º           |
| 2005     | Eurocup Formula Renault 2.0              | Euronova Racing              | 6            | 0            | 0            | ?            | 22           | 15º          |
| 2005     | Formula 3000 Italia                      | Euronova Racing              | 1            | 0            | 0            | ?            | 9            | 6º           |
| 2006     | Euroseries 3000                          | Euronova Racing              | 10           | 0            | 0            | 3            | 39           | 5º           |
| 2006     | Formula Renault 3.5 Series               | Tech 1 Racing                | 7            | 0            | 0            | 0            | 0            | 36º          |
| 2006     | Campionato FIA GT                        | Belgian Racing (GT2)         | 1            | 0            | 0            | 0            | 0            | N.C.         |
| 2007     | International Formula Master             | Cram Motorsport              | 16           | 1            | 5            | 11           | 100          | 1º           |
| 2008     | GP2 Series                               | DAMS                         | 20           | 0            | 0            | 2            | 21           | 11º          |
| 2008     | GP2 Asia Series                          | DAMS                         | 10           | 0            | 0            | 2            | 12           | 11º          |
| 2008–09  | GP2 Asia Series                          | DAMS                         | 11           | 1            | 0            | 4            | 36           | 2º           |
| 2009     | GP2 Series                               | DAMS                         | 20           | 0            | 0            | 3            | 29           | 9º           |
| 2010     | GP2 Series                               | DAMS                         | 18           | 1            | 1            | 2            | 21           | 12º          |
| 2010     | Formula 1                                | Renault F1                   | Collaudatore | Collaudatore | Collaudatore | Collaudatore | Collaudatore | Collaudatore |
| 2010     | Formula 1                                | Virgin Racing                | Collaudatore | Collaudatore | Collaudatore | Collaudatore | Collaudatore | Collaudatore |
| 2011     | Formula 1                                | Marussia Virgin Racing       | 19           | 0            | 0            | 0            | 0            | 24º          |
| 2012     | Formula 1                                | Lotus F1 Team                | 1            | 0            | 0            | 0            | 0            | 23º          |
| 2013     | Formula 1                                | Lotus F1 Team                | Collaudatore | Collaudatore | Collaudatore | Collaudatore | Collaudatore | Collaudatore |
| 2014     | Blancpain Endurance Series               | M-Sport                      | 5            | 0            | 0            | 0            | 15           | 17º          |
| 2014–15  | Formula E                                | Dragon Racing                | 11           | 0            | 1            | 3            | 113          | 4º           |
| 2015–16  | Formula E                                | Dragon Racing                | 10           | 2            | 1            | 3            | 83           | 5º           |
| 2016–17  | Formula E                                | Faraday Future Dragon Racing | 12           | 0            | 0            | 0            | 13           | 18º          |
| 2017–18  | Formula E                                | Dragon Racing                | 12           | 0            | 0            | 1            | 27           | 14º          |
| 2018–19  | Formula E                                | Mahindra Racing              | 13           | 1            | 0            | 2            | 67           | 11º          |
| 2019-20  | Formula E                                | Mahindra Racing              | 11           | 0            | 0            | 0            | 19           | 16º          |

### Risultati in GP2
N.B. Le gare in grassetto indicano una pole position mentre quelle in corsivo indicano il giro più veloce in gara.
(Legenda)
| Stagione | Team | 1           | 2          | 3           | 4           | 5           | 6          | 7           | 8           | 9          | 10         | 11          | 12          | 13        | 14          | 15          | 16          | 17        | 18        | 19          | 20         | Pos | Punti |
| -------- | ---- | ----------- | ---------- | ----------- | ----------- | ----------- | ---------- | ----------- | ----------- | ---------- | ---------- | ----------- | ----------- | --------- | ----------- | ----------- | ----------- | --------- | --------- | ----------- | ---------- | --- | ----- |
| 2008     | DAMS | CAT FEA Rit | CAT SPR 15 | IST FEA Rit | IST SPR Rit | MON FEA 9   | MON SPR 7  | MAG FEA 6   | MAG SPR Rit | SIL FEA 9  | SIL SPR 12 | HOC FEA Rit | HOC SPR 11  | HUN FEA 9 | HUN SPR Rit | VAL FEA 5   | VAL SPR 2   | SPA FEA 8 | SPA SPR 2 | MNZ FEA 7   | MNZ SPR 6  | 11º | 21    |
| 2009     | DAMS | CAT FEA 3   | CAT SPR 3  | MON FEA 6   | MON SPR 2   | IST FEA Rit | IST SPR 15 | SIL FEA 19  | SIL SPR 12  | NUR FEA 10 | NUR SPR 7  | HUN FEA 16  | HUN SPR Rit | VAL FEA 9 | VAL SPR 4   | SPA FEA Rit | SPA SPR Rit | MNZ FEA 4 | MNZ SPR 4 | ALG FEA Rit | ALG SPR 10 | 9º  | 29    |
| 2010     | DAMS | CAT FEA Rit | CAT SPR 10 | MON FEA 8   | MON SPR 1   | IST FEA 10  | IST SPR 8  | VAL FEA Rit | VAL SPR 8   | SIL FEA 11 | SIL SPR 11 | HOC FEA     | HOC SPR     | HUN FEA 6 | HUN SPR Rit | SPA FEA Rit | SPA SPR Rit | MNZ FEA 5 | MNZ SPR 2 | YMC FEA 14  | YMC SPR 8  | 12º | 21    |

### Risultati in GP2 Asia
N.B. Le gare in grassetto indicano una pole position mentre quelle in corsivo indicano il giro più veloce in gara.
(Legenda)
| Stagione  | Team | 1           | 2          | 3           | 4           | 5          | 6           | 7          | 8          | 9           | 10          | 11         | 12         | Pos | Punti |
| --------- | ---- | ----------- | ---------- | ----------- | ----------- | ---------- | ----------- | ---------- | ---------- | ----------- | ----------- | ---------- | ---------- | --- | ----- |
| 2008      | DAMS | DUB1 FEA 11 | DUB1 SPR 8 | IDN FEA Ret | IDN SPR Ret | MYS FEA 3  | MYS SPR Ret | BHR FEA 11 | BHR SPR 12 | DUB2 FEA 7  | DUB2 SPR 3  |            |            | 11º | 12    |
| 2008–2009 | DAMS | CHN FEA 9   | CHN SPR 5  | DUB FEA 7   | DUB SPR C   | BHR1 FEA 2 | BHR1 SPR 3  | QAT FEA 5  | QAT SPR 7  | MYS FEA Rit | MYS SPR DSQ | BHR2 FEA 3 | BHR2 SPR 2 | 2º  | 36    |

### Risultati in Formula 1
| 2010 | Scuderia | Vettura |  |  |  |  |  |  |  |  |  |  |  |  |  |  |    |    |    |    |  |  | Punti | Pos. |
| ---- | -------- | ------- |  |  |  |  |  |  |  |  |  |  |  |  |  |  | -- | -- | -- | -- |  |  | ----- | ---- |
| 2010 | Virgin   | VR-01   |  |  |  |  |  |  |  |  |  |  |  |  |  |  | SP | SP | SP | SP |  |  | –     |      |

| 2011 | Scuderia | Vettura |    |     |    |    |    |    |    |    |    |    |    |    |     |    |    |    |    |     |    |  | Punti | Pos. |
| ---- | -------- | ------- | -- | --- | -- | -- | -- | -- | -- | -- | -- | -- | -- | -- | --- | -- | -- | -- | -- | --- | -- |  | ----- | ---- |
| 2011 | Virgin   | MVR-02  | 14 | Rit | 20 | 20 | 20 | 15 | 14 | 22 | 17 | 18 | 19 | 17 | Rit | 18 | 21 | 20 | 16 | Rit | 19 |  | 0     | 24º  |

| 2012 | Scuderia | Vettura |  |  |  |  |  |  |  |  |  |  |  |  |    |  |  |  |  |  |  |  | Punti | Pos. |
| ---- | -------- | ------- |  |  |  |  |  |  |  |  |  |  |  |  | -- |  |  |  |  |  |  |  | ----- | ---- |
| 2012 | Lotus    | E20     |  |  |  |  |  |  |  |  |  |  |  |  | 13 |  |  |  |  |  |  |  | 0     | 23º  |

| Legenda | 1º posto     | 2º posto | 3º posto    | A punti         | Senza punti/Non class.  | Grassetto – Pole position Corsivo – Giro più veloce |
| Legenda | Squalificato | Ritirato | Non partito | Non qualificato | Solo prove/Terzo pilota | Grassetto – Pole position Corsivo – Giro più veloce |

### Risultati in Formula E
| Stagione | Squadra                      | Vettura                   | 1      | 2      | 3      | 4      | 5       | 6       | 7      | 8      | 9       | 10     | 11     | 12      | 13     | Punti | Pos |
| -------- | ---------------------------- | ------------------------- | ------ | ------ | ------ | ------ | ------- | ------- | ------ | ------ | ------- | ------ | ------ | ------- | ------ | ----- | --- |
| 2014-15  | Dragon Racing                | Spark-Renault SRT 01E     | PEC 6  | PUT 5  | PDE 8  | BNA 15 | MIA 4   | LBH 6   | MON 5  | BER 1  | MOS 12  | LON 2  | LON 2  |         |        | 113   | 4º  |
| 2015-16  | Dragon Racing                | Spark-Venturi VM200-FE-01 | PEC 5  | PUT 14 | PDE 3  | BNA 16 | MEX 1   | LHB 7   | PAR 11 | BER 16 | LON 8   | LON 3  |        |         |        | 83    | 5º  |
| 2016-17  | Faraday Future Dragon Racing | Spark-Penske 701-EV       | HKG 7  | MAR 13 | BNA 8  | MEX 14 | MON Rit | PAR Rit | BER 13 | BER 13 | NYC Rit | NYC 10 | MTR 11 | MTR 9   |        | 13    | 18º |
| 2017-18  | Dragon Racing                | Spark-Penske EV-2         | HKG NC | HKG 15 | MAR 15 | SAN 8  | MEX 11  | PDE 9   | ROM 7  | PAR 12 | BER 19  | ZUR 3  | NYC 13 | NYC Rit |        | 27    | 14º |
| 2018-19  | Mahindra Racing              | Spark-Mahindra M5ELECTRO  | DIR 3  | MAR 1  | SAN 10 | MEX 4  | HKG Rit | SAY 6   | ROM 8  | PAR 17 | MON 11  | BER 17 | BRN 13 | NYC 9   | NYC 11 | 67    | 11º |
| 2019-20  | Mahindra Racing              | Spark-Mahindra M6ELECTRO  | DIR 9  | DIR NP | SAN NC | MEX 10 | MAR 13* | BER 5   | BER SQ | BER 7  | BER 15  | BER 16 | BER 18 |         |        | 19    | 16º |

| Legenda | 1º posto                | 2º posto        | 3º posto            | A punti      | Senza punti | Grassetto=Pole position Corsivo=Giro più veloce |
| Legenda | Solo prove/Terzo pilota | Non qualificato | Ritirato/Non class. | Squalificato | Non partito | Grassetto=Pole position Corsivo=Giro più veloce |

- G: Pilota col giro più veloce nel gruppo di qualifica.
- *: Fanboost